# Torsby (Uppland)
Torsby is een plaats in de gemeente Värmdö in het landschap Uppland en de provincie Stockholms län in Zweden. De plaats heeft 481 inwoners (2005) en een oppervlakte van 147 hectare.

## Verkeer en vervoer
Bij de plaats loopt de Länsväg 274.